# Der Mohr Peters des Großen
Der Mohr Peters des Großen (russisch Арап Петра Великого, Arap Petra Welikowo), auch Der Mohr des Zaren, ist ein unvollendeter historischer Roman des russischen Nationaldichters Alexander Puschkin, der – in den Jahren 1827 und 1828 entstanden – 1837 im sechsten Band der Literaturzeitschrift Sowremennik postum erschien. In den Jahren 1829 bis 1834 waren bereits in dem genannten Journal einige Vorabdrucke publiziert worden.
Für den Protagonisten – das ist der Mohr Ibrahim – nahm sich Puschkin seinen Urgroßvater mütterlicherseits Abram Hannibal als Vorbild.

Die Übertragung ins Deutsche von Wilhelm Lange kam 1882 in Reclams Universal-Bibliothek auf den Markt. Ein Jahr darauf erschien Der Mohr des Zaren, eine Adaption für die Bühne von Richard Voß.

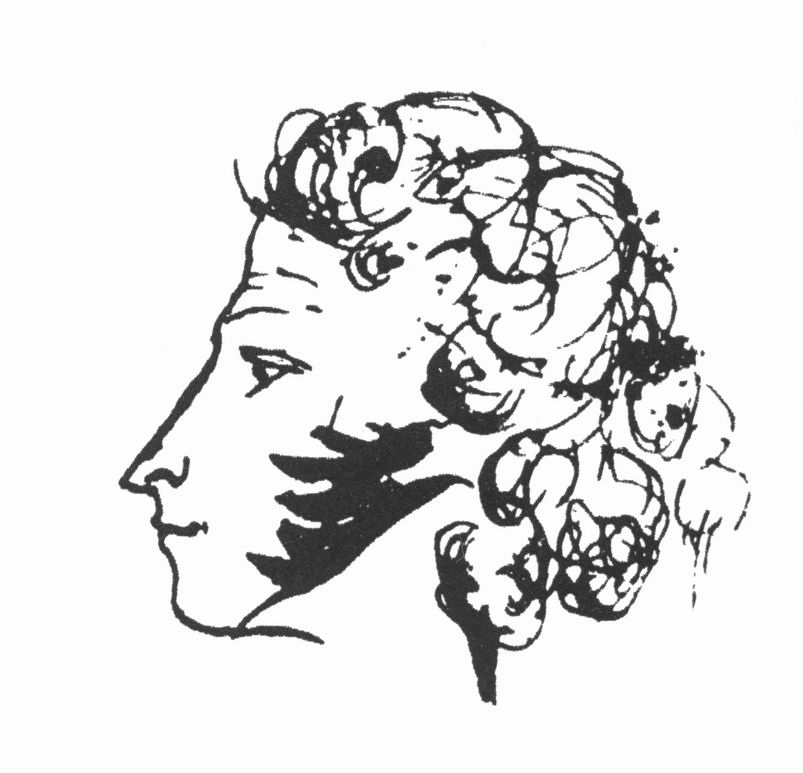
Selbstporträt 1829: Alexander Puschkin

## Inhalt

Peter der Große und sein Mohr (um 1710, Kupferstecher unbekannt)

Peter der Große schickt sein Patenkind, den 27-jährigen Mohren Ibrahim, nach Paris auf die Artillerieschule. Ibrahim verliebt sich dort an der Seine in die verheiratete Gräfin D. Die Frucht der Beziehung – ein schwarzer Säugling – wird gegen ein weißes Neugeborenes ausgetauscht. Der gehörnte Gatte weiß als Einziger in Paris nicht Bescheid.
Nach Russland zurückgekehrt, gratuliert der Zar seinem Paten zum Kapitänleutnant. Ibrahim dient in der Bombardierkompanie des Preobrashenskij-Regiments.
Die Gräfin D. schreibt aus Paris, Ibrahim solle doch dem „barbarischen Petersburg“ den Rücken kehren. Sie warte auf ihn. Aber Ibrahim wird zugetragen, die Gräfin habe sich einen neuen Liebhaber genommen. Zudem hat der Zar mit Ibrahim anderes vor.
Peter der Große begibt sich zu dem begüterten Bojaren Gawrila Afanasjewitsch Rshewskij und wirbt für Ibrahim um dessen 17-jährige Tochter Natalja Gawrilowna – Natascha genannt. Der Großvater des jungen Mädchens ist entsetzt. Puschkin schreibt: „‚Wie‘, rief der alte Fürst... ‚Natascha, meine Enkelin, soll mit einem gekauften Mohren verheiratet werden!‘“ Gawrila setzt den Alten ins Bild. Ibrahim sei Sohn eines arabischen Sultans, der nach Konstantinopel verkauft und dort vom russischen Gesandten ausgelöst worden wäre.
Bald geht Ibrahim im Hause Gawrilas ein und aus. Nach zwei Wochen hat er die Braut kein einziges Mal zu Gesicht bekommen. Natascha hat nur den einen Wunsch: Noch vor dem Vollzug der verhassten Ehe möchte sie sterben.

## Fragment
Puschkins Freund Alexei Nikolajewitsch Wulf hat den geplanten weiteren Romanverlauf überliefert. Nach ihrer Zwangsverheiratung bricht Natascha die Ehe, bringt ein weißes Kind zur Welt und wird zur Strafe für diese Geburt in ein Kloster gesperrt.

## Verfilmung
- 1976 Sowjetunion: „Wie Zar Peter seinen Mohren verheiratete“. Unter der Regie von Alexander Naumowitsch Mitta spielten Wladimir Semjonowitsch Wyssozki den Ibrahim, Alexei Wassiljewitsch Petrenko[9] den Zaren und Irina Stepanowna Masurkewitsch[10] die Natascha.[11]

## Rezeption
- Keil schreibt in seiner Puschkin-Biographie: „Der russische Patriot und Aristokrat Puschkin hat sich in Peter eine verehrungswürdige Gestalt der russischen Geschichte geschaffen.“[12]

## Deutschsprachige Ausgaben

### Verwendete Ausgabe
- Der Mohr Peters des Großen. Deutsch von Michael Pfeiffer. S. 5–47 in: Alexander Sergejewitsch Puschkin: Romane und Novellen (Bd. 4 in Harald Raab (Hrsg.): Alexander Sergejewitsch Puschkin: Gesammelte Werke in sechs Bänden). Aufbau-Verlag, Berlin und Weimar 1973 (4. Aufl., 504 Seiten)

### Hörbuch
- Alexander Puschkin: Der Mohr Peters des Großen. Gelesen von Andreas Herrler. Aus dem Russischen von Michael Pfeiffer. Herausgegeben und bearbeitet vom Klassikkollektiv Berlin. anno 2009, 1 CD, ISBN 978-3-8368-0411-0

## Anmerkung
1. ↑  Der Romantitel Der Mohr Peters des Großen stammt nicht von Puschkin (Keil, S. 267, 2. Z.v.o.).